# 沼尾ひろ子
沼尾 ひろ子（ぬまお ひろこ、1964年3月29日 - ）は、日本のアナウンサー、実業家、ナレーター。医療コミュニケーション学講師、脳梗塞患者と家族のための自立支援の会代表理事、とちぎ未来大使、株式会社AXIS DO代表取締役。栃木県宇都宮市出身。

## 来歴・人物
高校ではマスコミに憧れて、新聞部所属。
大学の時、女子大生ブームに乗りバラエティー番組に出演して、テレビの面白さを知りアナウンサーを目指すきっかけとなる。國學院大學文学部卒業。
「ひるおび！」(TBS)「ブロードキャスター」(TBS)「2時ッチャオ！」(TBS)「ジャスト」（TBS）「吉田照美のやる気MANMAN」(QR)等デイリー生放送番組を三十余年に渡り担当。2006年突然脳梗塞に見舞われ失語症となったが懸命のことばのトレーニングを経て放送業界に復帰。復帰の最大の決め手となった朗読を大切にし、現在は約１０００を超す作品をYouTube等ソーシャルメディア「ナレーター沼尾ひろ子の朗読の世界」で日本国内のみならず海外に配信する朗読家として活動。
「声とことばの学校」を主宰。沼尾式音読体操で認知症予防を推進。世界脳卒中機構パーソナリティーとしての活動が高く評価され、2017年日本脳卒中協会サノフィ賞を受賞。
1986年 テレビ岩手報道局アナウンス部入社。
1989年 文化放送の契約アナウンサーとなる。「吉田照美のやる気MANMAN!」の中継レポーターなどを担当。
1990年 フリーに転身。主にナレーションを中心に活躍。
TBS「ブロードキャスター」などの情報番組でニュース、ドキュメント、バラエティあらゆるジャンルをこなした。
2006年 突然脳梗塞（若年性脳梗塞）に見舞われ、失語症となったが、猛烈なリハビリを経て、放送業界に復帰。
2008年、脳梗塞患者と家族のための自立支援の会を発足。独自の滑舌法、タイムラグ克服法などで、失語症患者の社会復帰を後押し、講演活動にも積極的に取り組んでいる。
2008年5月12日、株式会社AXIS DOを設立。
2010年、世界脳卒中デー日本キャンペーンのパーソナリティーを務める。
「農」を軸にした言語リハビリ、就業支援を行うなど社会復帰を後押しする。
また、東京大学大学院医学系研究科医療コミュニケーション分野の研究生となり医療現場のコミュニケーション学を学び、即実践できる言語・非言語コミュニケーション教育に取り組む。
東日本大震災を機に農業を開始。Wワークで農薬を使わない野菜作りに勤しみ、「農」「健康」「コミュニケーション教育」を軸に幅広く活躍。 
2010年12月10日、とちぎ未来大使の委嘱を受ける。

## 出演番組

### テレビ
- とちぎ発!旅好き!　(とちぎテレビ)
- レディス優々ゴルフ（司会）

※以下、ナレーション
- ひるおび!（TBS)
- ブロードキャスター（TBS）
- 報道特集NEXT（TBS）
- イブニング・ファイブ（TBS）
- 選挙特番（TBS）
- きょう発プラス!（TBS）
- ざっくりマンデー!!（TBS）
- 21世紀エジソン（TBS）
- スーパーサッカー（TBS）
- 亀田興毅世界選手権最終章（TBS）
- ジャスト（TBS）
- おもいッきりイイ!!テレビ（日本テレビ）
- 24時間テレビ（日本テレビ）
- 月刊サッカーアース（日本テレビ）
- 欽ちゃんのビデオ大賞（日本テレビ）
- 新春スポーツスペシャル箱根駅伝（日本テレビ）
- 全国高等学校クイズ選手権（日本テレビ）
- 日曜ビッグスペシャル（テレビ東京）
- 世界驚愕リサーチ 数字は嘘をつかない（テレビ東京）
- ポケモン映画10周年スペシャル（テレビ東京）
- ミラクルC（テレビ東京）
- ぷりてぃうーまん（テレビ朝日）

### ラジオ
- 大人のラヂオ（ラジオNIKKEI）
- 日曜患者学校（ラジオNIKKEI）
- 吉田照美のやる気MANMAN!（文化放送、木曜中継コーナー担当、1989年4月 - 2007年3月）
- カウントダウンサンデー
- 小泉presents 暮らしいきいき晴れ予報（TBSラジオ、月曜19:30 - 20:00、2016年1月4日[4] - 3月28日[5]）
- 沼尾ひろ子の朗読の世界（エフエム栃木、木曜23:55 - 24:00、2020年11月5日 - 2021年1月28日[6]）

### インターネットテレビ
- 内閣官房及び内閣府オフィシャルサイト 政府インターネットテレビ（内閣府）

## CM
- docomoタブレット
- 小林製薬
- 全労済

## 司会
- 「がん患者のお金と就労についてフォーラム」
- 「血栓予防月間記者発表会」
- 「UTSUNOMIYA サイクルコレクション」（2011年10月22日）
- 「2011ジャパンカップサイクルロードレースクリテリウムイベント」（2011年10月21日・22日・23日）
- 「きたやまおさむレクチャー＆ミュージック」 司会白鷗大学東キャンパス　白鴎ホール(2011年12月3日)

## コメンテーター
- 医療フォーラムコメンテーター
- 医療対談「ブレインレスキュー」
- 血栓予防サポーター

## 講演
- 「夢に向かって生きること 」
- 「テレビ情報生番組の現場から 」
- 「脳梗塞に負けない予防と対策」
- 「脳梗塞患者と家族、医療従事者のコミュニカーション」
- 「脳梗塞患者の社会復帰」
- 「失われた言葉を取り戻そう！失語症のリハビリ」
- 「自転車旅の楽しみ」
- 「楽しくリハビリ朗読会」主宰

## ビブリオグラフィ

### 著書
- 「アナウンサー沼尾ひろ子の認知症予防のための音読ブック」（エスコアール）
- 「運も縁も引き寄せる言葉の魔法」（サンクチュアリ出版）
- 「音でわかってすぐに使える失語症ことばの手帳」（エスコアール）
- 「よくわかる失語症ことばの攻略本　音読編」（エスコアール）
- 「よくわかる失語症ことばの攻略本　ことば体操編」（エスコアール）
- 「『地声』のままで大丈夫好かれる声の磨き方」（日本実業出版社）
- 「奇跡〜失くした言葉が取り戻せた!」（講談社） - 前述の脳梗塞による療養休業に関する自伝。
- 「じてんしゃ女子ひとり旅」（えい文庫）
- 「35歳からの気になる男、 気にもとめない男」（ 学研パブリッシング）

### 新聞
- 毎日新聞
- 読売新聞
- デイリースポーツ
- 下野新聞

### 雑誌
- 女性自身
- 週刊文春
- 週刊ポスト
- サンデー毎日
- 致知
- STORY
- BiCYCLE CLUB

### コラム
- 「しもつけ随想」（下野新聞）連載中

## トークショー
- 「もっともっと!美しく生きよう!」
- 「自転車談義女子トーク 」（サイクルモード）
- 「自転車って無限大に活用できる!」（エコプロダクツ）
- 「2001ツールドNIKKOトークショー」

## 「脳梗塞患者と家族のための自立支援の会」代表
2008年　毎月第三土曜日にライフワークとして始めた失語症患者のための朗読会では、朗読を通してのリハビリを行っている。
2013年1月に本格的に失語症患者の社会復帰に対する意見交換会を実施。
- 脳梗塞患者の社会復帰についての活動
- 企業や受け入れサイドへ失語症を知ってもらう活動
- コミュニケーションサークルでの勉強会・情報交換
- 脳梗塞患者の就労と職場復帰についてのデータ作成
- 失語症の方のための滑舌体操と発声レッスンとして失語症個人コーチング
- 朗読リハビリとして失語症オープンレッスン

## 沼尾ひろ子塾　医療コミュニケーション・話し方コーチング

### コーチング実績
- 医療コミュニケーションコーチング
- 大勢の前で話すスピーチコーチング
- 試験合格話し方コーチング
- スキルアップ話し方コーチング
- ナレーションコーチング

### セミナー実績
- 説得力のある話し方講座（大手町ニュースカレッジ）
- ひとに好かれる話し方講座（大手町ニュースカレッジ）
- 美滑舌体操&ドミソ発声法話し方講座（大手町ニュースカレッジ）
- 就職・面接 自信のある話し方講座（東京アニメーション学院）

## 自転車輪行つうりん子
趣味で自転車旅をはじめたのがきっかけで、自転車輪行エッセイを執筆。
もともと旅好きだったため、2007年に自分流に自転車を楽しむ「ひとり輪行」を実践。輪行袋をかつぎ、ロードバイクで女子ひとり、海を渡り、大それた計画もなく島巡りを始めた。与那国島、波照間島、五島列島とすっかり「旅」と「輪行」の魅力に取りつかる。
地域活性化を視野に入れた自転車で町おこしをシンポジウムで発信するなど、日本の自転車行政やまちを元気にする活動を積極的に行っている。 
2009年5月、等身大で綴った輪行エッセイ、自身の体験から得たハウツウ女子輪行のススメ「じてんしゃ　女子　ひとり旅」（枻出版）を出版。モバイルサイト「自転車CLUB  ~ カノジョを自転車に乗せるには?!」も連載。

### 連載
コラム
- 「五つ星を探せ!つうりん子のグルメツーリング」36回連載
- 「彼女を自転車に乗せるには?!」 16回連載

ブログ
- 「つうりん子の自転車STORY」
- 「つうりん子のレッツーリンGO!」
- 「つうりん子のうきうき自転車ひとり旅」

新聞
- 「おしゃれ自転車旅」（時事通信社12回新聞連載）

雑誌
- 「つうりん子さんとともに大島へ行く」“ 輪行 ”して一日を満喫 !（BiCYCLE CLUB）
- 「韓国自転車都市視察〜ソウル編･チャンウオン編」（BiCYCLE CLUB）
- 「サイクリスト」（fun ride）

### シンポジウム
- 「自転車のまち宇都宮」（バイコロジーシンポジウム 2012）
- 「今治自転車まちづくりシンポジウム」
- 「サイクルスタンドデザインコンテスト」
- 「ヘルメットアイディアコンテスト」

### 司会
- 「2011ジャパンカップサイクルロードレースクリテリウムイベント」
- 「UTSUNOMIYA サイクルコレクション」